# Зуев, Александр Дмитриевич
Алекса́ндр Дми́триевич Зу́ев (род. 26 июня 1996, Кустанай) — российский и казахстанский футболист, полузащитник «Тобола» и сборной Казахстана.

## Клубная карьера
Заниматься футболом начал в секции клуба «Тобол» (Костанай). Первым тренером игрока стал Рафик Оганесович Балбабян. В 2005 году семья Зуевых переехала из Казахстана в Россию, в город Челябинск, где Зуев стал тренироваться в местной футбольной школе «Академия». В 2008 году ярко проявил себя на региональном турнире Детской футбольной лиги, и ему поступило предложение от московской футбольной школы «Чертаново». С 2009 года Зуев стал заниматься в «Чертаново» под руководством Михаила Буренкова.
В сентябре 2011 года в составе сборной Москвы, сформированной на базе команды «Чертаново», впервые стал победителем Первенства России среди межрегиональных объединений, проводившемся в Крымске, и получил звание «Кандидат в мастера спорта РФ» по футболу. Был признан организаторами лучшим полузащитником Первенства. В финале сборная Москвы победила сборную Приволжья со счётом 3:2.
В мае 2012 года стал с «Чертаново» чемпионом России по футболу среди команд спортивных школ и клубов (игроки 1996 г. р.). Был признан лучшим игроком чемпионата.
В ноябре 2012 года в составе сборной Москвы, за которую выступали воспитанники столичных школ «Чертаново» и «Локомотив-2», стал победителем Первенства России среди межрегиональных объединений, проводившемся в Крымске. Стал лучшим бомбардиром соревнований.
В апреле 2013 года в составе команды «Чертаново» стал победителем престижного футбольного турнира «Монтегю» для клубных команд.
В начале сентября 2013 года подписал контракт с московским «Спартаком» и 16 сентября был заявлен за клуб для участия в чемпионате России. 19 октября 2014 года в матче против «Урала» Зуев дебютировал в РФПЛ, заменив во втором тайме Ромуло.
Сезон 2014/15 провёл в составе «Спартака-2», выступавшего в ПФЛ (второй дивизион), где занимал «родную» позицию на левом краю полузащиты. Всего провёл 25 матчей (24 в стартовом составе), в которых забил 4 гола. Вместе с командой стал победителем первенства. По ходу сезона привлекался главным тренером Муратом Якином к тренировкам и матчам за основной состав «Спартака». В рамках премьер-лиги того сезона попал в заявку «Спартака» на 7 матчей, в 2 из которых вышел на замену, не отличившись результативными действиями. Также провёл 1 матч в розыгрыше Кубка России, где появился в стартовом составе и записал на свой счёт голевую передачу.
Сезон 2015/16 также начал в составе «Спартака-2», который выступал уже в ФНЛ, где провёл 22 матча (18 в стартовом составе) и отметился 6 голами и 4 голевыми передачами. В домашнем матче с саратовским «Соколом» 24 марта оформил хет-трик за 24 минуты. В осенней части сезона также нередко привлекался к играм основной команды «Спартака» (9 раз в заявке, в 7 матчах выходил на поле, 2 — в стартовом составе). С января 2016 года был привлечен Дмитрием Аленичевым к тренировкам с основой «Спартака» и попадал в заявку команды на все матчи весенней части чемпионата. В этих матчах 9 раз появлялся на поле (один раз в стартовом составе) и отметился двумя голевыми передачами. Таким образом, зиму и весну 2016 года провёл, выступая за две команды в структуре «Спартака». По этой причине в весенней части ФНЛ за «Спартак-2» участвовал только в домашних матчах, проводя на поле не более 45 минут.
23 июня 2017 года на правах аренды перешёл в клуб «Ростов». Первый гол в премьер-лиге и за ростовчан забил 30 июля в выездном матче против «Амкара», принеся победу команде 1:0. 27 мая 2018 перешёл в «Ростов» на постоянной основе. 2 сентября 2019 года был отдан в годичную аренду в «Рубин», 10 августа 2020 года подписал с клубом постоянный контракт. Летом 2022 года покинул «Рубин» по обоюдному согласию сторон.
28 июля 2024 года перешёл в «Тобол». Первые матчи за казахстанский клуб начинал на скамейке запасных, выходя на поле во втором тайме.

## Карьера в сборной
В юношеской сборной России 1996 года рождения дебютировал 23 апреля 2011 года в первом туре XIII Мемориала Франко Галлини в Италии. Сборная России уступила местному клубу «Портогруаро» — 0:1. В 2012 году принимал участие в международном турнире «Монтегю», где сыграл четыре матча и забил один гол. В том же году участвовал в Мемориале имени Виктора Банникова, где так же в четырёх матчах забил один мяч. На Мемориале сборная заняла второе место, в финале в серии пенальти уступив сборной Украины. В финальном матче Зуев вышел на 41 минуте, заменив Егора Рудковского. 25 сентября 2012 года состоялся его дебют в официальных матчах УЕФА в отборочном турнире к юношескому чемпионату Европы 2013 в игре со сверстниками из Чехии, завершившихся разгромом российской сборной 3:0. На чемпионате Европы 2013 в финале отыграл 49 минут и был заменён Алексеем Гасилиным, а команда стала чемпионом Европы в возрастной категории до 17 лет. Зуев, как и его партнёры по сборной, получил за эту победу звание «Мастер спорта Российской Федерации»..
Серебряный призёр юношеского чемпионата Европы (до 19 лет) 2015 года в составе сборной России. Из 5 матчей финального раунда принял участие в 4 (1 — в стартовом составе), результативными действиями не отметился. Всего за юношескую сборную России (до 19 лет) провёл 10 игр, в которых отличился одним голом.
В молодёжной сборной России дебютировал 24 марта 2016 года в матче со сборной Азербайджана (до 21 года) в рамках отборочного турнира к чемпионату Европы 2017 года, выйдя на замену на 77-й минуте.

## Стиль игры
Обладает высокой скоростью. Умеет обыгрывать один в один, дриблёр.

## Достижения
«Спартак» (Москва)
- Чемпион России: 2016/17

«Спартак-2» (Москва)
- Победитель первенства ПФЛ (зона «Запад»): 2014/15

Россия (до 17)
- Победитель чемпионата Европы (до 17 лет): 2013

## Статистика выступлений

### Клубная карьера
| Клуб                             | Сезон                            | Лига | Лига | Кубки | Кубки | Еврокубки | Еврокубки | Итого | Итого |
| Клуб                             | Сезон                            | Игры | Голы | Игры  | Голы  | Игры      | Голы      | Игры  | Голы  |
| -------------------------------- | -------------------------------- | ---- | ---- | ----- | ----- | --------- | --------- | ----- | ----- |
| Спартак (Москва)                 | 2014/15                          | 2    | 0    | 1     | 0     | —         | —         | 3     | 0     |
| Спартак (Москва)                 | 2015/16                          | 14   | 0    | 2     | 0     | —         | —         | 16    | 0     |
| Спартак (Москва)                 | 2016/17                          | 6    | 0    | 1     | 0     | 1         | 0         | 8     | 0     |
| Спартак (Москва)                 | Итого                            | 22   | 0    | 4     | 0     | 1         | 0         | 27    | 0     |
| → Спартак-2 (Москва)             | 2013/14                          | 8    | 2    | —     | —     | —         | —         | 8     | 2     |
| → Спартак-2 (Москва)             | 2014/15                          | 25   | 4    | —     | —     | —         | —         | 25    | 4     |
| → Спартак-2 (Москва)             | 2015/16                          | 22   | 6    | —     | —     | —         | —         | 22    | 6     |
| → Спартак-2 (Москва)             | 2016/17                          | 4    | 0    | —     | —     | —         | —         | 4     | 0     |
| → Спартак-2 (Москва)             | Итого                            | 59   | 12   | —     | —     | —         | —         | 59    | 12    |
| → Крылья Советов (Самара)        | 2016/17                          | 11   | 0    | —     | —     | —         | —         | 11    | 0     |
| → Крылья Советов (Самара)        | Итого                            | 11   | 0    | —     | —     | —         | —         | 11    | 0     |
| → Ростов                         | 2017/18                          | 25   | 1    | 2     | 1     | —         | —         | 27    | 2     |
| → Ростов                         | Итого                            | 25   | 1    | 2     | 1     | —         | —         | 27    | 2     |
| Ростов                           | 2018/19                          | 22   | 1    | 4     | 0     | —         | —         | 26    | 1     |
| Ростов                           | 2019/20                          | 7    | 1    | —     | —     | —         | —         | 7     | 1     |
| Ростов                           | Итого                            | 29   | 2    | 4     | 0     | —         | —         | 33    | 2     |
| Всего за «Ростов»                | Всего за «Ростов»                | 54   | 3    | 6     | 1     | —         | —         | 60    | 4     |
| → Рубин                          | 2019/20                          | 17   | 0    | 1     | 0     | —         | —         | 18    | 0     |
| → Рубин                          | Итого                            | 17   | 0    | 1     | 0     | —         | —         | 18    | 0     |
| Рубин                            | 2020/21                          | 23   | 0    | 2     | 0     | —         | —         | 25    | 0     |
| Рубин                            | 2021/22                          | 17   | 0    | 2     | 0     | 1         | 0         | 20    | 0     |
| Рубин                            | Итого                            | 40   | 0    | 4     | 0     | 1         | 0         | 45    | 0     |
| Всего за «Рубин»                 | Всего за «Рубин»                 | 57   | 0    | 5     | 0     | 1         | 0         | 63    | 0     |
| Химки                            | 2022/23                          | 14   | 0    | 2     | 0     | —         | —         | 16    | 0     |
| Химки                            | Итого                            | 14   | 0    | 2     | 0     | —         | —         | 16    | 0     |
| Крылья Советов (Самара)          | 2022/23                          | 10   | 0    | 3     | 1     | —         | —         | 13    | 1     |
| Крылья Советов (Самара)          | Итого                            | 10   | 0    | 3     | 1     | —         | —         | 13    | 1     |
| Всего за «Крылья Советов» Самара | Всего за «Крылья Советов» Самара | 21   | 0    | 3     | 1     | —         | —         | 24    | 1     |
| ИМТ                              | 2023/24                          | 13   | 0    | —     | —     | —         | —         | 13    | 0     |
| ИМТ                              | Итого                            | 13   | 0    | —     | —     | —         | —         | 13    | 0     |
| Арсенал (Тула)                   | 2023/24                          | 9    | 0    | —     | —     | —         | —         | 9     | 0     |
| Арсенал (Тула)                   | 2024/25                          | 0    | 0    | —     | —     | —         | —         | 0     | 0     |
| Арсенал (Тула)                   | Итого                            | 9    | 0    | —     | —     | —         | —         | 9     | 0     |
| Тобол (Костанай)                 | 2024                             | 12   | 1    | —     | —     | 1         | 0         | 13    | 1     |
| Тобол (Костанай)                 | 2025                             | 10   | 4    | 2     | 0     | —         | —         | 12    | 4     |
| Тобол (Костанай)                 | Итого                            | 22   | 5    | 2     | 0     | 1         | 0         | 25    | 5     |
| Всего за карьеру                 | Всего за карьеру                 | 271  | 20   | 22    | 2     | 3         | 0         | 296   | 22    |

### Выступления за сборную
| Сборная   | Год   | Отборочные матчи ЧМ | Отборочные матчи ЧМ | Отборочные матчи ЧЕ | Отборочные матчи ЧЕ | Лига наций УЕФА | Лига наций УЕФА | Товарищеские матчи | Товарищеские матчи | Итого | Итого |
| Сборная   | Год   | Игры                | Голы                | Игры                | Голы                | Игры            | Голы            | Игры               | Голы               | Игры  | Голы  |
| --------- | ----- | ------------------- | ------------------- | ------------------- | ------------------- | --------------- | --------------- | ------------------ | ------------------ | ----- | ----- |
| Казахстан | 2023  | −                   | −                   | 1                   | 0                   | −               | −               | −                  | −                  | 1     | 0     |
| Казахстан | 2024  | −                   | −                   | 1                   | 0                   | −               | −               | 1                  | 1                  | 2     | 1     |
| Казахстан | 2025  | 1                   | 0                   | −                   | −                   | −               | −               | 1                  | 0                  | 2     | 0     |
| Итого     | Итого | 1                   | 0                   | 2                   | 0                   | −               | −               | 2                  | 1                  | 5     | 1     |